# Кіркьой
Кіркьо́й (Хіркьо; норв. Kirkøy) — острів у Норвегії, з групи Валер. Адміністративно належить до комуни Валер фюльке Естфол. Назва перекладається як церковний острів.

## Географія
Острів розташований на північному сході протоки Скагеррак, за 4 км від шведського берега. Острів є найбільшим у групі Валер, знаходиться на південному сході архіпелагу. Протокою Шерхале-фьорд відокремлений на південному сході від островів Санньо, протокою Льоперен на заході від острова Асмальой. Максимальна висота 70 м — пагорб Ботневетен.
1989 року був збудований підводний тунель, який зв'язав Кіркьой із сусіднім островом Асмальой. Острів вкритий лісами і є популярним місцем для туристів.

## Населення
Населення острова складає 1098 осіб (станом на 2001 рік). Найбільшим населеним пунктом острова є містечко Ш'єрхаллен на південному сході, яке одночасно є адміністративним центром комуни Валер.